# サンタ・クルス・デ・マル・ペケーニャ
サンタ・クルス・デ・ラ・マル・ペケーニャ（小海の聖十字架）は、モロッコの南西海岸、カナリア諸島の対岸にあるスペインの入植地で、1478年に要塞を備えた交易所として設立された。ジュビィ岬からほど近いラグーン（これが名前の由来）の近くに位置していた。
この土地の重要性はサハラ砂漠を横断する奴隷貿易に由来し、奴隷はカナリア諸島の砂糖などを栽培するプランテーションに駆り出された。
1524年、スペイン人はサアド朝によってこの地域から追放された。その後、サンタ・クルス・デ・ラ・マル・ペケーニャの正確な位置は不明となり、1916年にスペインがこの場所を含むジュビィ岬一帯を支配下においたとき、プエルト・カンサドという新しい名前をつけたほどである。現在、この場所はフーム・アグティールと名付けられ、タルファヤの近くにある。
一方、19世紀半ばの「アフリカ・スクランブル」において、フランスとスペインはマグレブをめぐって対立し、スペインは失われた中世の要塞に関心を抱くようになる。モロッコは、スペイン・モロッコ戦争を解決した1860年のワドラス条約で、この場所（所在地不明）をスペインに譲渡することに同意した。1877年にスペインの代表団がフェズを訪れたのをきっかけに、サンタ・クルス・デ・ラ・マル・ペケーニャの場所を確定するために、イスパノとモロッコの合同委員会が設立された。この委員会は結局、サンタ・クルス・デ・ラ・マル・ペケーニャを、実際の要塞から約480キロメートル北に位置するイフニと誤認してしまった。モロッコのスルタンは1883年にこの誤認を認めたが、当時は国境画定が行われなかったため、スペインの実効支配は1934年まで待たねばならなかった。